# Charly Ndjoume
Charly Ndjoume (* 11. November 1986) ist ein kamerunischer Schwimmer.

## Karriere
Ndjoume nahm erstmals 2019 im Alter von bereits 32 Jahren im Rahmen der Weltmeisterschaften in Gwangju an internationalen Schwimmwettkämpfen teil. Zwei Jahre später startete er bei den Olympischen Spielen in Tokio. Über 50 m Freistil gewann er seinen Vorlauf, konnte sich aber nicht für das Halbfinale qualifizieren. Im Dezember desselben Jahres nahm der Kameruner an den Wettkämpfen über 50 m Schmetterling und 100 m Freistil bei den Kurzbahnweltmeisterschaften in Abu Dhabi teil.